# Juridiska föreningen i Lund
Juridiska föreningen i Lund (JF) är en studentkår för juridikstuderande vid Lunds universitet.
Juridiska Föreningen grundades 1884, då som en social sammanslutning för juris studerande. I och med avvecklandet av den samlade Lunds studentkår 1996 kom JF till att utgöra en av de nya fakultetskårer som ersatte den gamla kåren.
Inspektor för Juridiska Föreningen är sedan 2015 Vilhelm Persson och Proinspektor är Cecilia Relfsson. Bland tidigare inspektorer märks Göran Ravnsborg och tidigare universitetsrektorn Boel Flodgren.
Miljöministern och riksdagsledamoten Lena Ek var under sin studietid ordförande för Juridiska Föreningen i Lund.

## Organisationsstruktur
Juridiska Föreningens högst beslutande organ är ett kårfullmäktige på 21 personer som väljs genom fria och öppna personval av medlemmarna för en mandatperiod på ett år, var medlem får rösta på 10 kandidater. Fullmäktige beslutar bland annat om studentkårens budget, ändringar av stadgan, styrdokument och utser i sin tur föreningens styrelse på ledamöter (varav en ordförande och en vice ordförande som är heltidsarvoderade), samt föreningens tjänstemän som ansvarar för respektive utskott och område.

## Verksamhet
Juridiska Föreningens verksamhet kan delas upp i minst tre kategorier som sinsemellan korrelerar: 
- Studiebevakande
- Studiesocial
- Arbetslivsinriktning

### Studiebevakande
Juridiska Föreningen för som kår studenternas talan mot fakulteten i syfte att förbättra utbildningen. För universitetscentral påverkan fungerar Lunds universitets studentkårer som språkrör för studentkårerna i Lund, däribland Juridiska Föreningen.

### Studiesocial
Vid grundandet 1884 var JF enbart en social sammanslutning. Även om dess verksamhetsområde med åren förändrats och utökats finns fortfarande en bred social verksamhet kvar. Varje år i april anordnar Juridiska Föreningen en Vårbal i Akademiska Föreningens Stora Sal på AF-borgen. Vid varje terminsstart anordnar även Juridiska Föreningen introduktionsverksamhet för novischerna. Utöver detta arbetar flera utskott med social verksamhet såsom idrott, spex och körverksamhet.

### Arbetslivsinriktning
Varje år i oktober har Juridiska Föreningen sedan 1986 anordnat en arbetsmarknadsmässa kallad JiA-dagarna (Juristen i Arbete), utöver denna mässa anordnas under året bland annat paneldebatter, företagskvällar, inspirationsföredrag, lunchföreläsningar.

## Utskott och kommittéer
- Festmästeriet
- Culpakören
- Casuskapellet (Juridiska föreningen i Lunds husband)
- Dissidenten (Juridiska föreningen i Lunds kårtidning)
- Dolu§pexarna
- Idrottsutskottet
- Informationsutskottet
- International Student Committee (ISC)
- Internationella Utskottet
- JIPPO
- Kulturutskottet
- Novischutskottet
- Näringslivsutskottet
- Programutskottet
- Svenska Juridiska Mästerskapen (SJM)
- Tandemutskottet (se Tandemstafetten)
- Utbildningsutskottet
- JiA-kommittén
- Karnevalsamiralitetet (ersätter Tandemutskottet var fjärde år under Lundakarnevalen)

Fristående Tjänstemän
- Arkivarie
- Husförman
- Kapellmästare för husbandet Casuskapellet
- Talman och vice talman

Övrigt
- Seniorskollegiet (rådgivande organ bestående av gamla presidialer från 1996 och framåt, samt två av fullmäktige valda ledamöter)